# Liturgia adventista
La Liturgia en la Iglesia Adventista del Séptimo Día es la siguiente. El culto se celebra los sábados por la mañana, y tiene como principal propósito invitar a los creyentes a la adoración y a la alabanza a Dios sobre todas las cosas. En el servicio del culto se combinan los cantos espirituales, las oraciones, lecturas, la entrega de diezmos y ofrendas como parte del servicio de adoración, y el estudio o predicación de la Palabra de Dios. El sermón del predicador es la parte central del culto. Cada creyente adventista, toma parte activa en el servicio del culto, bien sea como predicador, anciano o diácono, o simplemente como atento oyente a la predica.
Las ceremonias en el seno de las congregaciones adventistas son las siguientes: la ordenación de diáconos, diaconisas, ancianos y pastores; la unción de los enfermos; la Cena del Señor; el bautismo a adultos; las Bodas (matrimonio); la presentación de los recién nacidos; los servicios fúnebres.

## Ceremonial en los cultos normales
Los cultos normales son aquellos que no se celebran en los días sábados, es un orden muy sencillo el cual consta de tres cosas: Oración, Servicio de Cantos y la Predicación.
Oración: El inicio el culto se hace con una oración, cuando hay cultos de acción de gracias un anciano, pastor o diácono da la bienvenida y ora, si no el mismo que lleva el servicio de cantos.
Servicio de Cantos: Alguien perteneciente a la congregación invita a los demás miembros a cantar juntos algunos himnos.
Predicación: La parte central de todo culto adventista en el cual un predicador (sea pastor, anciano, diácono, diaconisa, laico, obrero bíblico o evangelista) se dirige a la congregación para meditar sobre algunos versículos de la Biblia.

## Escuela Sabática
Aunque no hay un orden de culto específico generalmente son así
Los cultos de sábado inician en la mañana con un servicio de cantos en el cual se une toda la congregación. Después de eso se sigue con la escuela sabática, la cual es un espacio dedicado para el adiestramiento religioso, en donde su base de estudio es la Biblia, y su objetivo es preparar a las personas para enseñar, compartir e impartir el mensaje del evangelio de Jesucristo dividida en dos partes: Programa y Lección de Escuela Sabática.
Programa: Este es un espacio donde se hacen dramas, poemas, cantos y lecturas que dejan un mensaje sobre la vida cristiana o doctrinas las cuales vienen dictadas en un trimestre.
Repaso: Es un estudio acerca de un tema en específico que viene contemplado en un libro trimestral llamado "cartilla" con una lección para cada día en el cual participan todas las personas que quieran dar su opinión.
Después de esto se procede al culto divino.

## Culto Divino
El Culto Divino o Servicio de Adoración es la parte central y final de la liturgia sabática y su orden casi siempre es el mismo, el cual es:
Preludio y Doxología: Llamado "Introito" consta de un canto (preludio) con el cual se pide a los congregados reverencia, puesto que se está por iniciar la parte más solemne y sagrada del servicio de sábado y después sigue la Doxología cantada o Canto doxológico, con el cual se pide la presencia de la Santísima Trinidad. Los himnos más comunes para la doxología en el rito hispano son: el himno 6 "Hosanna", el himno 20 "A Dios, el Padre Celestial" y el himno 21 "Gloria sea al Padre" también llamado el "Gloria Patri".
Oración de Invocación: Es una oración con la cual el predicador hace para pedir por la presencia del Espíritu Santo.
Bienvenida e Himno Congregacional: Un encargado se acerca al púlpito para dar la bienvenida a todos los congregantes y luego los invita a cantar un himno del himnario que vaya acorde al tema de la predicación o la celebración que se está dando ese sábado.
Lectura: Una persona encargada se dirige para invitarlos a que busquen un pasaje bíblico de los que vienen en la predica y se concluye con un “Palabra de Dios”.
Oración intercesora: Un encargado eleva una oración de rodillas de agradecimiento y de petición para la bendición de la iglesia, así mismo que al que va a predicar se le unja del Espíritu Santo.
Probad y ved (recolección de diezmos y ofrendas): Un espacio donde los diáconos o diaconisas recogen las ofrendas y los diezmos que da la iglesia.
Rincón Infantil: Un momento para que los niños de la iglesia pasen en la parte baja del altar para que un maestro les cuente una historia bíblica y al final los niños dicen un versículo de memoria.
Prédica: La parte central del culto es el momento en que el predicador de ese día hable sobre algún tema bíblico o dependerá de la celebración que se esté dando ese sábado.
Himno de conclusión: Es un himno con el cual se finaliza la predica y el cual va acorde al tema expuesto.
Bendición: Al finalizar el canto el predicador hace una oración de conclusión, pidiendo bendición para los presentes y los despide.